# One Man's Hero
Pour plus de détails, voir Fiche technique et Distribution.
One Man's Hero, ou Héros sans patrie au Québec, est un film américano-mexicano-espagnol réalisé par Lance Hool en 1999. Le film est une dramatisation de l'histoire vraie de John Riley et du bataillon Saint Patrick, un groupe d'immigrants catholiques irlandais qui déserte l'armée américaine, majoritairement protestante, pour rejoindre le camp mexicain, majoritairement catholique, pendant la guerre américano-mexicaine de 1846 à 1848.

## Synopsis
One Man's Hero est situé dans le cadre de la Guerre américano-mexicaine, dans les années 1840, et retrace l'histoire du Bataillon Saint Patrick, un bataillon de déserteurs irlandais. Ces derniers appartenaient à l'armée américaine mais, lorsque celle-ci affronta le Mexique, ils choisirent, pour des raisons religieuses (ils étaient catholiques comme les Mexicains) et à cause des mauvais traitements qu'ils subissaient, de passer au service du Mexique.

## Fiche technique
- Scénario : Milton S. Gelman

## Distribution
Légende : VQ = Version Québécoise
- Tom Berenger (VQ : Hubert Gagnon) : John Riley
- Joaquim de Almeida (VQ : Luis de Cespedes) : Cortina
- Daniela Romo (VQ : Nathalie Coupal) : Marta
- Mark Moses (VQ : Daniel Picard) : colonel Lacey
- Stuart Graham (VQ : François Godin) : caporal Kenneally
- Gregg Fitzgerald (VQ : Hugolin Chevrette) : Paddy Noonan
- Don Wycherley : Brian Athlone
- Wolf Muser (VQ : Jean-Luc Montminy) : caporal Schultz
- Luke Hayden : Seamus McDougherty
- Ilia Volok : Daniel Grzbalski
- Patrick Bergin (VQ : Benoit Rousseau) : général Scott
- James Gammon (VQ : Vincent Davy) : général Zachary Taylor
- Carlos Carrasco : Dominguez
- Vanessa Bauche : Flor
- Stephen Tobolowsky (VQ : Pierre Chagnon) : capitaine Gaine
- Dermot Martin (VQ : Martin Watier) : Seamus Fitzgerald
- Jorge Bosso (VQ : Manuel Tadros) : colonel Nexor
- Albert Grimaldi : James Kelley

## Commentaire
Le film dispose d’un budget de 11,35 millions de dollars. Il est produit par William J. McDonald et Lance Hool. Ce film a une originalité : il s'inspire très fortement de la philosophie stoïcienne. Ainsi, un des San Patricios cite un vers de John Milton qui rappelle que notre esprit peut faire de tout enfer un paradis, un autre rappelle un passage extrait des Pensées de Marc Aurèle (un des maîtres de l'école stoïcienne) dans lequel cet empereur affirme que l'homme ne doit se soucier que d'accomplir son devoir et tenter de dégager son esprit de toutes autres préoccupations. Tout cela ressort de la plus pure orthodoxie stoïcienne.
On pourrait également mentionner les paroles du héros qui clame "je suis libre" alors même qu'il est dans un bagne (pour les stoïciens, le sage est, grâce à la force de son esprit, toujours libre, quelles que soient les conditions extérieures dans lesquelles il vit). Enfin le comportement d'un autre personnage, Cortina, qui cède généreusement sa compagne à l'homme qu'elle aime, rappelle celui d'un stoïcien célèbre, Caton d'Utique.